# Château de Pomay
Le château de Pomay est un édifice situé à Lusigny, en France.

## Localisation
Le château est situé sur le territoire de la commune de Lusigny, dans le département de l'Allier, en région Auvergne-Rhône-Alpes.

## Description
Le château se compose d'un corps central à rez-de-chaussée et premier étage, encadré de deux pavillons. La façade est en briques polychromes, décor typique de la Sologne bourbonnaise
L'accès au château se fait par une longue allée dont le portail est fermé par un atelier de ferronnerie du XVIIIe siècle. La première cour est bordée au nord et au sud par les communs. Un mur la sépare de la cour d'honneur encadrée par deux tours de briques terminées par des campaniles octogonaux.

## Historique
Le château date du XVIIe siècle. Il a appartenu à Marie-Madeleine de Castille, épouse de Nicolas Fouquet, qui y a vécu alors qu'elle était en exil après l'arrestation du surintendant ; elle y a reçu la visite de madame de Sévigné en 1676, au moment de sa cure à Vichy. 
L'édifice est inscrit au titre des monuments historiques en 1947.